# Rugby-Union-Weltmeisterschaft 1987/Gruppe 3
Die Gruppe 3 der Rugby-Union-Weltmeisterschaft 1987 umfasste Argentinien, Fidschi, Italien und Neuseeland. Die Gruppenspiele fanden zwischen dem 22. Mai und 1. Juni statt.

## Tabelle
Bei einem Sieg gab es zwei Tabellenpunkte, bei einem Unentschieden einen. Die Erst- und Zweitplatzierten qualifizierten sich für das Viertelfinale.
|    | Land        | Spiele | Siege | Unent. | Ndlg. | Spiel- punkte | Diff. | Tabellen- punkte |
| -- | ----------- | ------ | ----- | ------ | ----- | ------------- | ----- | ---------------- |
| 1. | Neuseeland  | 3      | 3     | 0      | 0     | 190:034       | + 156 | 6                |
| 2. | Fidschi     | 3      | 1     | 0      | 2     | 056:101       | − 45  | 2                |
| 3. | Italien     | 3      | 1     | 0      | 2     | 040:110       | − 70  | 2                |
| 4. | Argentinien | 3      | 1     | 0      | 2     | 049:090       | − 41  | 2                |

## Spiele

### Neuseeland – Italien
| 22. Mai 1987 15:00 NZST | Neuseeland | 70 : 6         | Italien                                         | Eden Park, Auckland Zuschauer: 20.000 Schiedsrichter: Robert Fordham (Australien) |
| 22. Mai 1987 15:00 NZST | Versuche: Strafversuch 14. erh. Jones 30. n.erh. Kirk (2) 37. n.erh., 72. erh. Taylor 43. erh. Green (2) 49. n.erh., 54. erh. McDowall 63. erh. Kirwan (2) 68. n.erh., 70. erh. Stanley 75. n.erh. A. Whetton 79. erh. Erhöhungen: Fox (7/12) Straftritte: Fox (2) 21., 60. | (17:3) Bericht | Straftritte: Collodo 41. Dropgoals: Collodo 38. | Eden Park, Auckland Zuschauer: 20.000 Schiedsrichter: Robert Fordham (Australien) |

| 15                 | John Gallagher   |
| 14                 | John Kirwan      |
| 13                 | Joe Stanley      |
| 12                 | Warwick Taylor   |
| 11                 | Craig Green      |
| 10                 | Grant Fox        |
| 09                 | David Kirk       |
| 08                 | Wayne Shelford   |
| 07                 | Michael Jones    |
| 06                 | Alan Whetton     |
| 05                 | Gary Whetton     |
| 04                 | Murray Pierce    |
| 03                 | Steve McDowall   |
| 02                 | Sean Fitzpatrick |
| 01                 | Richard Loe      |
| Auswechselspieler: |                  |
| 16                 | Terry Wright     |
| 17                 | Frano Botica     |
| 18                 | Bruce Deans      |
| 19                 | Zinzan Brooke    |
| 20                 | Albert Anderson  |
| 21                 | John Drake       |
| Trainer:           |                  |
| Brian Lochore      |                  |

| 15                 | Serafino Ghizzoni   |
| 14                 | Massimo Mascioletti |
| 13                 | Oscar Collodo       |
| 12                 | Fabio Gaetaniello   |
| 11                 | Marcello Cuttitta   |
| 10                 | Rodolfo Ambrosio    |
| 09                 | Fulvio Lorigiola    |
| 08                 | Giuseppe Artuso     |
| 07                 | Marzio Innocenti    |
| 06                 | Piergianni Farina   |
| 05                 | Mauro Gardin        |
| 04                 | Franco Berni        |
| 03                 | Tito Lupini         |
| 02                 | Giorgio Morelli     |
| 01                 | Guido Rossi         |
| Auswechselspieler: |                     |
| 16                 | Daniele Tebaldi     |
| 17                 | Sergio Zorzi        |
| 18                 | Alessandro Ghini    |
| 19                 | Mario Pavin         |
| 20                 | Antonio Colella     |
| 21                 | Stefano Romagnoli   |
| Trainer:           |                     |
| Marco Bollesan     |                     |

### Argentinien – Fidschi
| 24. Mai 1987 15:00 NZST | Argentinien                                                                  | 9 : 28         | Fidschi | Rugby Park, Hamilton Zuschauer: 12.000 Schiedsrichter: Jim Fleming (Schottland) |
| 24. Mai 1987 15:00 NZST | Versuche: Travaglini 80. erh. Erhöhungen: Porta (1/1) Straftritte: Porta 50. | (0:13) Bericht | Versuche: Gale 17. erh. Naivilawasa 38. n.erh. Nalaga 46. erh. Savai 80. erh. Erhöhungen: Koroduadua (2/3) Rokowailoa (1/1) Straftritte: Koroduadua (2) 21., 62. | Rugby Park, Hamilton Zuschauer: 12.000 Schiedsrichter: Jim Fleming (Schottland) |

| 15                 | Sebastián Salvat   |     |
| 14                 | Marcelo Campo      |     |
| 13                 | Diego Cuesta Silva |     |
| 12                 | Fabián Turnes      |     |
| 11                 | Juan Lanza         |     |
| 10                 | Hugo Porta         |     |
| 09                 | Fabio Gómez        |     |
| 08                 | Gabriel Travaglini |     |
| 07                 | José Mostany       |     |
| 06                 | Jorge Allen        |     |
| 05                 | Gustavo Milano     | 53. |
| 04                 | Eliseo Branca      |     |
| 03                 | Luis Molina        |     |
| 02                 | Diego Cash         |     |
| 01                 | Fernando Morel     |     |
| Auswechselspieler: |                    |     |
| 16                 | Pedro Lanza        |     |
| 17                 | Rafael Madero      |     |
| 18                 | Martín Yangüela    |     |
| 19                 | Alejandro Schiavio | 53. |
| 20                 | Serafín Dengra     |     |
| 21                 | Julio Clement      |     |
| Trainer:           |                    |     |
| Ángel Guastella    |                    |     |

| 15                 | Severo Koroduadua     |     |
| 14                 | Kavekini Nalaga       |     |
| 13                 | Tomasi Cama           |     |
| 12                 | Epineri Naituku       |     |
| 11                 | Serupepeli Tuvula     |     |
| 10                 | Elia Rokowailoa       |     |
| 09                 | Pauliasi Tabulutu     | 25. |
| 08                 | John Sanday           |     |
| 07                 | Manasa Qoro           |     |
| 06                 | Peceli Gale           | 58. |
| 05                 | Ilaitia Savai         |     |
| 04                 | Koli Rakoroi          |     |
| 03                 | Sairusi Naituku       |     |
| 02                 | Salacieli Naivilawasa |     |
| 01                 | Rusiate Namoro        |     |
| Auswechselspieler: |                       |     |
| 16                 | Paula Nawalu          | 25. |
| 17                 | Sirilo Lovokuru       |     |
| 18                 | Jone Kubu             |     |
| 19                 | Epeli Rakai           |     |
| 20                 | Livai Kididromo       |     |
| 21                 | Samu Vunivalu         | 58. |
| Trainer:           |                       |     |
| Josateki Sovau     |                       |     |

### Neuseeland – Fidschi
| 27. Mai 1987 15:00 NZST | Neuseeland | 74 : 13        | Fidschi                                                                        | Lancaster Park, Christchurch Zuschauer: 24.000 Schiedsrichter: Derek Bevan (Wales) |
| 27. Mai 1987 15:00 NZST | Versuche: Green (4) 1. erh., 12. erh., 27. n.erh., 40. erh. Gallagher (5) 7. erh., 57. erh., 60. erh., 62. n.erh., 76. erh. Kirk 34. erh. Kirwan 44. erh. Strafversuch 51. erh. A. Whetton 72. erh. Erhöhungen: Fox (11/13) Straftritte: Fox (2) 21., 24. | (40:3) Bericht | Versuche: Koroduadua 79. n.erh. Straftritte: Koroduadua (2) 14., 65. Savai 46. | Lancaster Park, Christchurch Zuschauer: 24.000 Schiedsrichter: Derek Bevan (Wales) |

| 15                 | John Gallagher     |
| 14                 | John Kirwan        |
| 13                 | Joe Stanley        |
| 12                 | Warwick Taylor     |
| 11                 | Craig Green        |
| 10                 | Grant Fox          |
| 09                 | David Kirk         |
| 08                 | Wayne Shelford     |
| 07                 | Michael Jones      |
| 06                 | Alan Whetton       |
| 05                 | Gary Whetton       |
| 04                 | Albert Anderson    |
| 03                 | John Drake         |
| 02                 | Sean Fitzpatrick   |
| 01                 | Steve McDowall     |
| Auswechselspieler: |                    |
| 16                 | Kieran Crowley     |
| 17                 | Frano Botica       |
| 18                 | Bruce Deans        |
| 19                 | Mark Brooke-Cowden |
| 20                 | Andy Earl          |
| 21                 | Richard Loe        |
| Trainer:           |                    |
| Brian Lochore      |                    |

| 15                 | Severo Koroduadua     |
| 14                 | Serupepeli Tuvula     |
| 13                 | Sirilo Lovokuru       |
| 12                 | Jone Kubu             |
| 11                 | Tomasi Cama           |
| 10                 | Elia Rokowailoa       |
| 09                 | Paula Nawalu          |
| 08                 | Koli Rakoroi          |
| 07                 | Samu Vunivalu         |
| 06                 | Livai Kididromo       |
| 05                 | Ilaitia Savai         |
| 04                 | Jioji Cama            |
| 03                 | Peni Volavola         |
| 02                 | Epeli Rakai           |
| 01                 | Mosese Taga           |
| Auswechselspieler: |                       |
| 16                 | Epineri Naituku       |
| 17                 | Tom Mitchell          |
| 18                 | Kavekini Nalaga       |
| 19                 | Salacieli Naivilawasa |
| 20                 | Sairusi Naituku       |
| 21                 | Manasa Qoro           |
| Trainer:           |                       |
| Josateki Sovau     |                       |

### Argentinien – Italien
| 28. Mai 1987 13:00 NZST | Argentinien | 25 : 16        | Italien | Lancaster Park, Christchurch Zuschauer: 5.000 Schiedsrichter: Roger Quittenton (England) |
| 28. Mai 1987 13:00 NZST | Versuche: Lanza 39. n.erh. Gómez 80. erh. Erhöhungen: Porta (1/2) Straftritte: Porta (4) 16., 22., 52., 56., 79. | (10:3) Bericht | Versuche: Innocenti 49. erh. Cuttitta 61. n.erh. Erhöhungen: Collodo (1/2) Straftritte: Collodo (2) 25., 53. | Lancaster Park, Christchurch Zuschauer: 5.000 Schiedsrichter: Roger Quittenton (England) |

| 15                 | Sebastián Salvat   |     |
| 14                 | Juan Lanza         |     |
| 13                 | Diego Cuesta Silva |     |
| 12                 | Rafael Madero      |     |
| 11                 | Pedro Lanza        |     |
| 10                 | Hugo Porta         |     |
| 09                 | Martín Yangüela    | 62. |
| 08                 | Gabriel Travaglini |     |
| 07                 | Alejandro Schiavio |     |
| 06                 | Jorge Allen        |     |
| 05                 | Sergio Carossio    |     |
| 04                 | Eliseo Branca      |     |
| 03                 | Luis Molina        |     |
| 02                 | Diego Cash         |     |
| 01                 | Serafín Dengra     |     |
| Auswechselspieler: |                    |     |
| 16                 | Guillermo Angaut   |     |
| 17                 | Marcelo Campo      |     |
| 18                 | Fabio Gómez        | 62. |
| 19                 | José Mostany       |     |
| 20                 | Fernando Morel     |     |
| 21                 | Julio Clement      |     |
| Trainer:           |                    |     |
| Ángel Guastella    |                    |     |

| 15                 | Daniele Tebaldi     |
| 14                 | Massimo Mascioletti |
| 13                 | Fabio Gaetaniello   |
| 12                 | Stefano Barba       |
| 11                 | Marcello Cuttitta   |
| 10                 | Oscar Collodo       |
| 09                 | Fulvio Lorigiola    |
| 08                 | Gianni Zanon        |
| 07                 | Marzio Innocenti    |
| 06                 | Antonio Colella     |
| 05                 | Mauro Gardin        |
| 04                 | Mario Pavin         |
| 03                 | Tito Lupini         |
| 02                 | Antonio Galeazzo    |
| 01                 | Guido Rossi         |
| Auswechselspieler: |                     |
| 16                 | Stefano Romagnoli   |
| 17                 | Franco Berni        |
| 18                 | Raffaele Dolfato    |
| 19                 | Alessandro Ghini    |
| 20                 | Rodolfo Ambrosio    |
| 21                 | Sergio Zorzi        |
| Trainer:           |                     |
| Marco Bollesan     |                     |

### Fidschi – Italien
| 31. Mai 1987 15:00 NZST | Fidschi | 15 : 18        | Italien | Carisbrook, Dunedin Zuschauer: 6.000 Schiedsrichter: Keith Lawrence (Neuseeland) |
| 31. Mai 1987 15:00 NZST | Versuche: Naivilawasa 69. erh. Erhöhungen: Koroduadua (1/1) Straftritte: Koroduadua (2) 48., 65. Dropgoals: Qoro 39. | (3:10) Bericht | Versuche: Cuttitta 12. n.erh. Cucchiella 42. n.erh. Mascioletti 59. n.erh. Straftritte: Collodo 40. Dropgoals: Collodo 2. | Carisbrook, Dunedin Zuschauer: 6.000 Schiedsrichter: Keith Lawrence (Neuseeland) |

| 15                 | Severo Koroduadua     |         |
| 14                 | Tomasi Cama           |         |
| 13                 | Kaiava Salusalu       |         |
| 12                 | Tom Mitchell          |         |
| 11                 | Serupepeli Tuvula     | 20.     |
| 10                 | Elia Rokowailoa       |         |
| 09                 | Paula Nawalu          |         |
| 08                 | Koli Rakoroi          |         |
| 07                 | John Sanday           |         |
| 06                 | Manasa Qoro           |         |
| 05                 | Ilaitia Savai         |         |
| 04                 | Aisake Nadolo         |         |
| 03                 | Peni Volavola         |         |
| 02                 | Salacieli Naivilawasa |         |
| 01                 | Sairusi Naituku       |         |
| Auswechselspieler: |                       |         |
| 16                 | Apisai Nagata         |         |
| 17                 | Jone Kubu             | 62.     |
| 18                 | Epineri Naituku       | 20. 62. |
| 19                 | Mosese Taga           |         |
| 20                 | Rusiate Namoro        |         |
| 21                 | Livai Kididromo       |         |
| Trainer:           |                       |         |
| Josateki Sovau     |                       |         |

| 15                 | Daniele Tebaldi      |
| 14                 | Massimo Mascioletti  |
| 13                 | Fabio Gaetaniello    |
| 12                 | Stefano Barba        |
| 11                 | Marcello Cuttitta    |
| 10                 | Oscar Collodo        |
| 09                 | Alessandro Ghini     |
| 08                 | Piergianni Farina    |
| 07                 | Marzio Innocenti     |
| 06                 | Raffaele Dolfato     |
| 05                 | Antonio Colella      |
| 04                 | Mauro Gardin         |
| 03                 | Tito Lupini          |
| 02                 | Stefano Romagnoli    |
| 01                 | Giancarlo Cucchiella |
| Auswechselspieler: |                      |
| 16                 | Antonio Galeazzo     |
| 17                 | Franco Berni         |
| 18                 | Giuseppe Artuso      |
| 19                 | Fulvio Lorigiola     |
| 20                 | Rodolfo Ambrosio     |
| 21                 | Sergio Zorzi         |
| Trainer:           |                      |
| Marco Bollesan     |                      |

### Neuseeland – Argentinien
| 1. Juni 1987 15:00 NZST | Neuseeland | 46 : 15        | Argentinien                                                                           | Athletic Park, Wellington Zuschauer: 30.000 Schiedsrichter: Roger Quittenton (England) |
| 1. Juni 1987 15:00 NZST | Versuche: Kirk 13. n.erh. Brooke 39. erh. Stanley 49. n.erh. Earl 67. n.erh. Crowley 69. n.erh. A. Whetton 75. erh. Erhöhungen: Fox (2/6) Straftritte: Fox (6) 6., 19., 27., 42., 45., 53. | (19:9) Bericht | Versuche: Lanza 58. erh. Erhöhungen: Porta (1/1) Straftritte: Porta (3) 17., 29., 35. | Athletic Park, Wellington Zuschauer: 30.000 Schiedsrichter: Roger Quittenton (England) |

| 15                 | Kieran Crowley     |
| 14                 | John Kirwan        |
| 13                 | Joe Stanley        |
| 12                 | Bernie McCahill    |
| 11                 | Terry Wright       |
| 10                 | Grant Fox          |
| 09                 | David Kirk         |
| 08                 | Andy Earl          |
| 07                 | Zinzan Brooke      |
| 06                 | Alan Whetton       |
| 05                 | Gary Whetton       |
| 04                 | Murray Pierce      |
| 03                 | John Drake         |
| 02                 | Sean Fitzpatrick   |
| 01                 | Richard Loe        |
| Auswechselspieler: |                    |
| 16                 | John Gallagher     |
| 17                 | Frano Botica       |
| 18                 | Bruce Deans        |
| 19                 | Mark Brooke-Cowden |
| 20                 | Albert Anderson    |
| 21                 | Steve McDowall     |
| Trainer:           |                    |
| Brian Lochore      |                    |

| 15                 | Guillermo Angaut   |     |
| 14                 | Marcelo Campo      |     |
| 13                 | Rafael Madero      |     |
| 12                 | Fabián Turnes      |     |
| 11                 | Juan Lanza         | 65. |
| 10                 | Hugo Porta         |     |
| 09                 | Fabio Gómez        |     |
| 08                 | Gabriel Travaglini | 44. |
| 07                 | Alejandro Schiavio |     |
| 06                 | Jorge Allen        |     |
| 05                 | Sergio Carossio    |     |
| 04                 | Eliseo Branca      |     |
| 03                 | Luis Molina        |     |
| 02                 | Diego Cash         |     |
| 01                 | Serafín Dengra     |     |
| Auswechselspieler: |                    |     |
| 16                 | Julio Clement      |     |
| 17                 | Pedro Lanza        | 65. |
| 18                 | Marcelo Faggi      |     |
| 19                 | José Mostany       | 44. |
| 20                 | Roberto Cobelo     |     |
| Trainer:           |                    |     |
| Ángel Guastella    |                    |     |